# Chone (plaats)
Chone, Chinees Jonê, is een plaats aan de noordkant van de rivier Lu-chu. Het ligt in het arrondissement Chone in Gannan, Gansu, China.
Chone ligt op 2610 meter hoogte en bestrijkt een oppervlakte van 374 km².
Nabij Chone staat het Tibetaanse klooster Chone.